# 亜セレン酸
亜セレン酸（あセレンさん、selenous acid）とは、セレンのオキソ酸の一種で、化学式 H2SeO3 と表される無機化合物。分子量 128.98、CAS登録番号は [7783-00-8]。
二酸化セレンに温水を作用させ、冷却して得られる。遊離酸は結晶として単離が可能である。

## 性質
白色結晶であり、70 ℃ で分解して二酸化セレンとなる。水およびエタノールに可溶。
水溶液中では二塩基酸として働き、その酸解離定数は以下の通りである。
{\displaystyle {\ce {H2SeO3 <=> H^+ + HSeO3^-}}} , {\displaystyle \mathrm {p} K_{\mathrm {a1} }=2.62}
{\displaystyle {\ce {HSeO3^- <=> H^+ + SeO3^{2-}}}} , {\displaystyle \mathrm {p} K_{\mathrm {a2} }=8.32}
また酸化剤、還元剤両方の作用があり、その標準酸化還元電位は以下の通りである。
{\displaystyle {\ce {H2SeO3(aq) + 4H^+(aq) + 4e^- = Se(s) + 3H2O(l)}}}, {\displaystyle E^{\circ }=0.739\,\mathrm {V} }
{\displaystyle {\ce {HSeO4^{-}(aq) + 3H^+(aq) + 2e^- = H2SeO3(aq) + H2O(l)}}}, {\displaystyle E^{\circ }=1.094\,\mathrm {V} }

## 塩
- 亜セレン酸ナトリウム